# 그림자와 안개
《그림자와 안개》(영어: Shadows and Fog)는 미국에서 제작된 1992년 흑백 코미디 영화이다. 우디 앨런이 1975년에 발표했던 본인의 일인극 희곡 〈Death〉를 원작으로 각본을 쓰고, 연출과 주연도 맡았다. 로버트 그린헛 등이 제작에 참여하였다.
당시 뉴욕시에서 가장 큰 세트장이었던 코프먼 어스토리아 스튜디오의 2,400 제곱미터짜리 세트장에서 촬영되었다. 앨런이 오리온 픽처스와 함께한 마지막 영화 작품이기도 하다.

## 줄거리
클라인만은 연쇄 살인범을 찾고 있다며 그의 도움이 필요하다고 주장하는 자경단 무리에 의해 잠에서 깨어난다. 클라인만의 집주인은 그에게 후추가 든 자루를 건넵니다. 서커스 단원인 이르미와 그녀의 남자친구 폴은 결혼과 출산을 놓고 다툰다. 폴은 집을 떠나 다른 텐트로 가서 또 다른 예술가인 마리와 성관계를 갖는다. 이를 본 이르미는 도시로 달려가 사창가에 들어간다. 이르미에게 푹 빠진 잭이라는 여학생은 그녀에게 점점 더 많은 돈을 제안하며 성관계를 제안한다. 잭은 결국 700달러에 도달하자 클라인만의 제안을 받아들인다.
클라인만은 검시관의 집을 방문하여 그와 셰리 한 잔을 마신다. 하지만 그가 떠난 후 검시관은 살인범에게 살해된다. 클라인만은 지역 가족의 퇴거에 항의하기 위해 경찰서를 찾는다. 그곳에서 경찰은 검시관 살인 사건에 대해 이야기하며, 셰리 잔에 묻은 지문에서 범인에 대한 단서를 찾았다고 말한다. 공황 상태에 빠진 클라인만은 경찰서에서 매춘 혐의로 사창가에서 체포된 이르미를 만난다. 이르미는 경찰이 자신을 "창녀"라고 부르자 항의하고, 혼란 속에서 클라인만은 증거를 압수한다. 이르미는 50달러의 벌금을 내고 경찰서를 떠날 수 있게 되고, 경찰서 밖에서 클라인만을 만난다. 두 사람은 함께 도시를 탐험하며 다양한 풍경을 감상한다. 여자 화장실을 엿보는 남자, 굶주린 모자, 교회 등… 폴은 다시 도시로 돌아가기로 결심한다.
폴은 이르미를 찾아 도시에 도착한다. 그는 잭이 술을 마시고 있는 술집에 들어간다. 학생은 "칼 삼키는 사람"과 함께했던 멋진 경험을 떠올리며 폴을 놀라게 한다. 클라인만과 이르미는 그의 집으로 돌아가지만, 그의 약혼녀는 들어오지 못하게 한다. 그들은 부두로 가지만, 클라인만의 주머니에서 셰리 잔을 발견한 자경단의 매복 공격을 받는다. 클라인만을 살인범으로 오인한 그들은 이르미와 클라인만을 린치하기로 결심하지만, 클라인만이 후추 스프레이를 사용하여 둘은 탈출한다.
한편 이르미와 폴은 만나고, 폴은 처음에는 다른 남자와 잠자리를 가진 이르미를 죽이려고 한다. 굶주린 여자가 살해당하고 아기가 바닥에 누워 있는 것을 보고 싸움을 멈춘다. 그들은 아이를 데리고 서커스로 돌아가기로 한다. 클라인만은 이르미를 찾아 사창가에 가지만 찾을 수 없다. 직장 동료에게서 서커스단이 마을을 떠난다는 소식을 듣고 그를 따라가기로 한다. 서커스에서 클라인만은 자신이 매우 존경하는 마술사 암스테드를 만난다. 살인자가 나타나 그들을 죽이려 하지만 암스테드에게 저지당한다. 클라인먼은 서커스에서 암스테드의 조수가 되고, 이르미와 폴은 새로 얻은 아이를 키우는 한편 서커스 공연자로서의 경력을 계속한다.

## 출연진
- 우디 앨런
- 빅터 아고
- 캐시 베이츠
- 필립 보스코
- 존 큐색
- 미아 패로
- 조디 포스터
- 프레드 귄
- 로버트 조이
- 줄리 캐브너
- 스티븐 키츠
- 마이클 커비
- 윌리엄 H. 메이시
- 마돈나
- 존 맬커비치
- 케네스 마스
- 케이트 넬리건
- 도널드 플레전스
- 제임스 레브혼
- 존 C. 라일리
- 월리스 숀
- 커트우드 스미스
- 조지프 서머
- 릴리 톰린
- 데이비드 오그던 스타이어스
- 대니얼 본바건

## 기타 제작진
- 배역: 줄리엣 테일러
- 미술: 산토 로콰스토
- 의상: 제프리 컬런드